# József Deme
József Deme, né le 11 décembre 1951 à Szolnok, est un kayakiste hongrois. 

## Carrière
József Deme participe aux Jeux olympiques de 1972 à Munich et remporte la médaille d'argent en K-2 1000m avec János Rátkai.